# Лобанов Андрій Григорович
Андрій Григорович Лобанов (21 серпня 1914, село Рубльово (нині Кам'янського району Свердловської області) — 28 червня 1942, біля села Бєловські Двори, Курська область) — командир танкової роти 37-го танкового батальйону 170-ї танкової бригади 40-ї армії Брянського фронту, старший лейтенант, Герой Радянського Союзу.

## Біографія
Народився 21 серпня 1914 року в селі Рубльово, нині Кам'янського району Свердловської області, в селянській родині. Росіянин. У 1929 році закінчив початкову школу. Працював у сільському господарстві.
У РСЧА з 1936 року. У 1939 році закінчив курси молодших лейтенантів. Служив на Далекому Сході, а потім в столиці Башкирської АРСР — місті Уфі.
Учасник Другої світової війни з червня 1941 року. Бився з ворогом на Північно-Західному і Брянському фронтах.
Танкова рота 373-го танкового батальйону (170-а танкова бригада, 40-а армія, Брянський фронт) під командуванням старшого лейтенанта Андрія Лобанова 28 червня 1942 року в бою в Тимському районі Курської області, прикриваючи зосередження танкового батальйону, знищив 5 танків, 2 гармати і кілька автомашин з автоматниками противника.
Гітлерівці кинули проти роти Лобанова ще 20 танків, посиливши вогонь своєї артилерії. Але і ця атака була відбита, а на полі бою залишилося ще 11 підбитих танків, п'ять з яких знищив старший лейтенант Андрій Лобанов. Сотні ворожих солдатів і офіцерів були знищені вогнем і гусеницями радянських танків.
В цьому бою старший лейтенант Лобанов і його бойові товариші загинули в палаючому танку. На рахунку екіпажу під його командуванням — 10 підбитих танків противника.

## Нагороди
Указом Президії Верховної Ради СРСР від 4 лютого 1943 року за зразкове виконання завдань командування і проявлені стійкість, мужність і героїзм у боях з німецько-фашистськими загарбниками старшому лейтенанту Лобанову Андрію Григоровичу посмертно присвоєно звання Героя Радянського Союзу.
Нагороджений орденами Леніна, Червоної Зірки (наказ від 22.12.1941).

## Пам'ять
Похований в 2 кілометрах від села Бєловські Двори Тімського района Курської області. У селі Волобуєвка Тімського району Курської області встановлена пам'ятна стела.